# Îlet (La Réunion)
Pour les articles homonymes, voir Îlet.

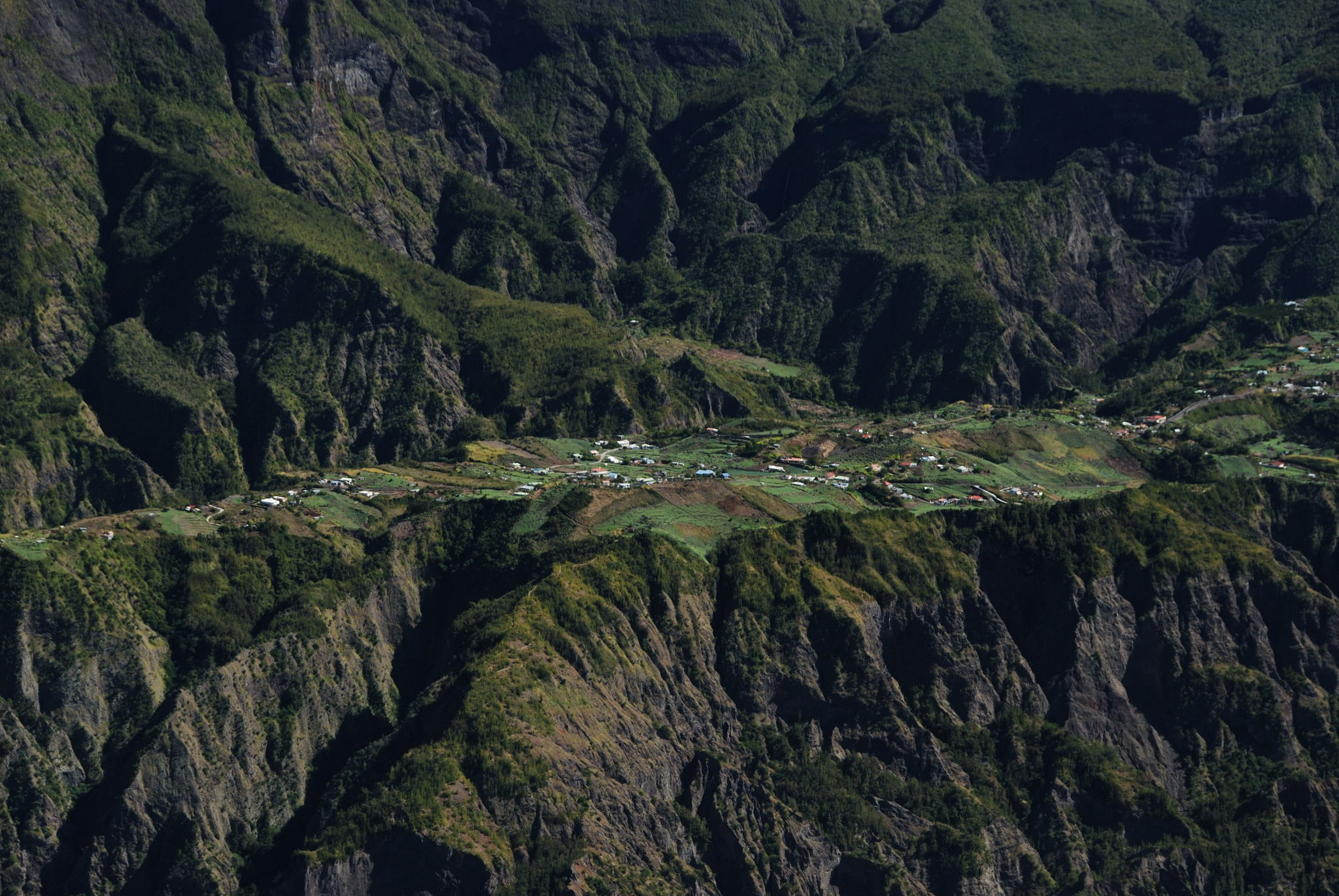
Panorama de l'Îlet à Cordes.

Sur l'île de La Réunion, un îlet (le t se prononce) est un petit plateau isolé par des ravines ou une petite plate-forme sur le flanc d'une paroi. Le terme sert à former un très grand nombre de toponymes, comme Îlet à Cordes, îlet à Bananes ou Grand Îlet. De fait, les îlets sont parfois occupés par de petits hameaux, souvent inaccessibles par la route et ravitaillés par hélicoptère.
On en trouve de nombreux dans les trois cirques naturels de l'île : Mafate, Salazie et Cilaos. Aussi, le terme sert de plus en plus à désigner des villages difficiles d'accès en montagne.
- Cirque de Mafate :
  - Marla
  - La Nouvelle
  - Roche Plate
  - Les Orangers
  - Grand Place
  - Îlet à Bourse
  - Îlet à Malheur
  - Aurère
  - Îlet Nourry
  - Îlet Albert
  - Îlet Cernot
  - La Plaine aux Sables

- Cirque de Cilaos :
  - Îlet des Salazes
  - Îlet Haut
  - Îlet à Cordes

- Cirque de Salazie :
  - Îlet Fleurs Jaunes
  - Grand Îlet

- Plaine des Cafres
  - Îlet à Bananes

- Saint-Denis
  - Îlet à Guillaume